# 30025 Benfreed
A 30025 Benfreed (korábbi nevén 2000 DJ26) a Naprendszer kisbolygóövében található aszteroida. A LINEAR program keretein belül fedezték fel 2000. február 29-én.
A bolygót Benjamin Freed (1996–) amerikai középiskolai diákról, a 2014-es Intel Science Talent Search tudományos verseny döntőséről nevezték el.

## Kapcsolódó szócikk
- Kisbolygók listája (30001–30500)